# Glacier d’Otemma
Glacier d’Otemma – lodowiec o długości 7,7 km (2005 r.) i powierzchni 17,5 km² (1973 r.).
Lodowiec położony jest w Alpach Pennińskich w kantonie Valais w Szwajcarii.